# 6 Ore di San Paolo

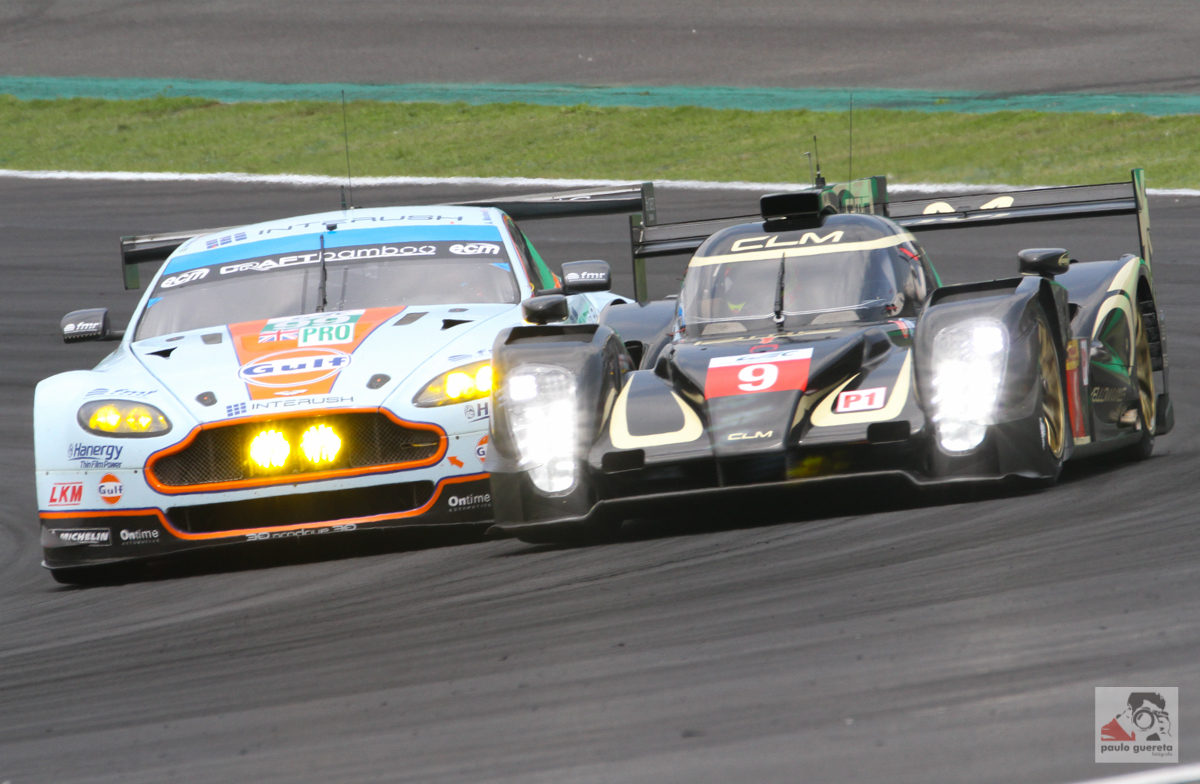
6 Ore di San Paolo del 2014

La 6 Ore di  San Paolo è una gara automobilistica di durata che si disputa all'Circuito di Interlagos di San Paolo dal 2012.
È stata creata come evento del FIA World Endurance Championship e si è svolta per la prima volta il 15 settembre 2012 come quinto appuntamento del World Endurance Championship 2012. Dopo tre edizioni consecutive, la gara non si è più disputata dal 2015 poiché gli edifici del paddock di Interlagos erano in fase di ristrutturazione. La gara doveva originariamente tornare in calendario nel 2020 come quinto gara del FIA World Endurance Championship 2019-20, ma è stata successivamente annullata a causa del mancato rispetto degli obblighi contrattuali da parte dell'organizzatore dell'evento ed è stata sostituita dalla Lone Star Le Mans. Il 9 giugno 2023 è stato annunciato il programma del Campionato mondiale Endurance FIA, con San Paolo che è tornata in calendario come quinta gara della stagione 2024.

## Albo d'oro
| Anno        | Vincitore                                     | Scuderia                 | Auto                    | Nome ufficiale       | Campionato                         | Note          |
| ----------- | --------------------------------------------- | ------------------------ | ----------------------- | -------------------- | ---------------------------------- | ------------- |
| 2012        | Alexander Wurz Nicolas Lapierre               | Toyota Racing            | Toyota TS030 Hybrid     | 6 Hours of São Paulo | Campionato del mondo endurance FIA | Resoconto     |
| 2013        | André Lotterer Marcel Fässler Benoît Tréluyer | Audi Sport Team Joest    | Audi R18 e-tron quattro | 6 Hours of São Paulo | Campionato del mondo endurance FIA | Resoconto     |
| 2014        | Marc Lieb Neel Jani Romain Dumas              | Porsche Team             | Porsche 919 Hybrid      | 6 Hours of São Paulo | Campionato del mondo endurance FIA | Resoconto     |
| 2015 - 2023 | non disputata                                 | non disputata            | non disputata           | non disputata        | non disputata                      | non disputata |
| 2024        | Sébastien Buemi Brendon Hartley Ryō Hirakawa  | Toyota Gazoo Racing      | Toyota GR010 Hybrid     | 6 Hours of São Paulo | Campionato del mondo endurance FIA | Resoconto     |
| 2025        | Alex Lynn Norman Nato Will Stevens            | Cadillac Hertz Team Jota | Cadillac V-Series.R     | 6 Hours of São Paulo | Campionato del mondo endurance FIA | Resoconto     |